# Naháč
Naháč es un municipio del distrito de Trnava en la región de Trnava, Eslovaquia, con una población estimada a final del año 2024 de 395 habitantes.
Se encuentra ubicado en el centro de la región, cerca del río Váh (cuenca hidrográfica del Danubio) y de la frontera con la región de Bratislava.

## Demografía
| Año        | 1994 | 2004    | 2014    | 2024     |
| ---------- | ---- | ------- | ------- | -------- |
| Población  | 458  | 441     | 446     | 395      |
| Diferencia |      | −3,71 % | +1,13 % | −11,43 % |

| Año        | 2023 | 2024    |
| ---------- | ---- | ------- |
| Población  | 396  | 395     |
| Diferencia |      | −0,25 % |